# Tunel północ-południe S-Bahn w Berlinie

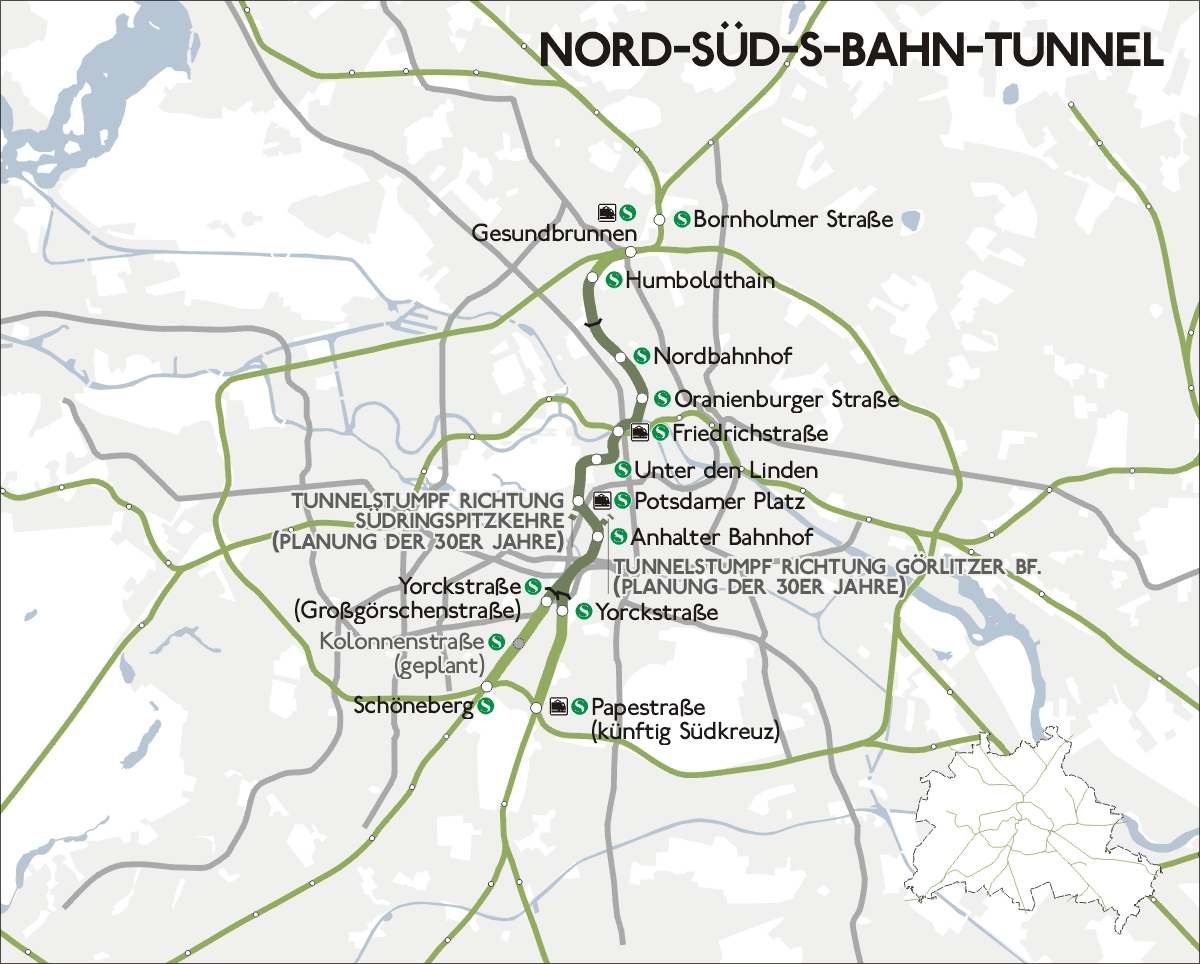
Tunel północ-południe na mapie sieci S-Bahn w Berlinie

Tunel północ-południe (niem. Nordsüd-S-Bahntunnel, NS-S-Bahn) – tunel średnicowy na linii S-Bahn w Berlinie, przebiegający pod centrum miasta.
Budowę tunelu rozpoczęto w 1934. 27 lipca 1936 otwarto odcinek północny, południowy 9 października 1939. 
Dokładnie 60 lat po przekazaniu do ruchu tunelu północ-południe S-Bahn uruchomiono tunel kolejowy (dla pociągów regionalnych i dalekobieżnych) Tiergartentunnel (Tunel Zwierzyniecki).

## Stacje
- Anhalter Bahnhof
- Potsdamer Platz
- Unter den Linden
- Friedrichstraße
- Oranienburger Straße
- Nordbahnhof
- Humboldthain (na północ od wylotu z tunelu)